# Чернещина (заповідне урочище, Козелецьке лісництво)
Черне́щина — заповідне урочище в Україні. Розташоване в межах Козелецького району Чернігівської області, на північний схід від села Часнівці. 
Площа 134 га. Статус присвоєно згідно з рішенням Чернігівського облвиконкому від 13.10.1966 року № 643; від 10.06.1972 року № 303; від 28.08.1989 року № 164. Перебуває у віданні ДП «Остерський лісгосп» (Козелецьке л-во, кв. 45, 46). 
Статус присвоєно для збереження лісового масиву з високопродуктивними насадженнями дуба. У домішку — береза, вільха. 